# Stora Fjällsjön, Södermanland
Stora Fjällsjön är en sjö i Flens kommun i Södermanland och ingår i Nyköpingsåns huvudavrinningsområde.